# Camp Cropper
Camp Cropper van ser unes instal·lacions de seguretat de l'exèrcit dels Estats Units a prop de l'Aeroport Internacional de Bagdad, a l'Iraq.
Al principi aquestes instal·lacions funcionaven com un lloc de detenció d'alt valor, però aviat la seva capacitat es va expandir des de 163 a 2.000 detinguts. Saddam Hussein va estar-hi detingut abans de ser executat.
Va ser fundat pel batalló militar de policia 115 l'abril de 2003. Rep el nom del Sargent Kenneth Cropper, un membre de la Maryland National Guard que morí durant la guerra el març de 2002